# Стара Мельниця (Ленінградська область)
Стара́ Ме́льниця (рос. Старая Мельница) — село в Кіровському районі Ленінградської області, Росія.